# Алфред Розенцвајг
Алфред Розенцвајг (Вуковар, 28. април 1896 — Нови Сад, 7. јул 1941) је био српски песник јеврејског порекла, рођен 1896 у Вуковару. у Вуковару, тада Аустроугарској. Умро је 7. јула 1941. године у Новом Саду.
Стварао је под псеудонимом Ненад Митров и иза себе оставио само две збирке песама, једну књигу у коауторству са Младеном Лесковцем, Жарком Васиљевићем и Душаном Микићем и велики број песама у различитим публикацијама.
Савременици, попут Лесковца, описују га као човека благе нарави, превасходно лиричара, који у својим песмама гаји љубав пуну трагизма, горчине и неостварене жудње. Лесковац га такође описује као човека гладног знања, који је "због Леопардија научио италијански, ради Бодлера француски, те сав био уроњен у античку поезију".
1941. по доласку мађарског и немачког окупатора у Нови Сад, у ком је живео, бива отпуштен из државне службе и присиљен на извршавање тешких физичких послова. Ускоро бива хапшен и саслушаван у вези са његовим нећаком Виктором Розенцвајгом, комунистом и такође песником који се крио од полиције.
Да би избегао даљу тортуру, угушио се гасом у свом стану 7. јула исте године, иза себе остављајући велики број необјављених песама.

### Стил и теме
Као што је речено, Розенцвајг, односно, Митров је био превасходно лирски песник. Прве стихове је објавио у Савременику 1915. године. У својој збирци Две душе (1927) говори о неузвраћеној љубави према извесној Марији Александровој. У истој збирци негује углавном катрене различитих видова римовања. Осетно је његово отуђење од света у својој љубави, чежња и тежња да се, како наводи проф. Деретић: "свој лични удес уздигне до метафизичке побуне против судбине, напор који је слама у изражајној спутаности".